# Parlamentsvalet i Tjeckien 2021
Parlamentsvalet i Tjeckien 2021 ägde rum mellan den 8 oktober och den 9 oktober 2021. Valet resulterade i att Petr Fiala från Medborgardemokraterna (ODS) valdes till ny premiärminister. 
Efter valet 2017 hade Andrej Babiš från ANO 2011 bildat koalitionsregering med Tjeckiens socialdemokratiska parti (ČSSD) och utöver det erhållit parlamentariskt stöd från Böhmens och Mährens kommunistiska parti (KSČM) fram till och med april 2021. Största oppositionsparti var Medborgardemokraterna (ODS) med Petr Fiala som oppositionsledare. Andra partier i deputeradekammaren under mandatperioden 2017–2021 var Piratpartiet, Frihet och direktdemokrati (SPD), TOP 09, STAN och KDU-ČSL.
Resultatet i valet blev en överraskande seger för den liberalkonservativa valalliansen SPOLU, som erhöll störst procentuella andel av rösterna medan populistiska ANO 2011 erhöll störst andel av mandaten i parlamentet. Det blev därmed det jämnaste valet i Tjeckiens historia.
Oppositionspartierna i parlamentet erhöll tillsammans en majoritet och bildade tillsammans en koalitionsregering med Petr Fiala som premiärminister. Tjeckiens socialdemokratiska parti (ČSSD) och Böhmens och Mährens kommunistiska parti (KSČM) misslyckades med att ta sig över 5%-spärren och åkte därför ur parlamentet för första gången sedan Tjeckiens självständighet från Tjeckoslovakien år 1993.